# 仙石政美
仙石 政美（せんごく まさよし/まさみつ）は、但馬国出石藩6代藩主。出石藩仙石家9代。

## 生涯
第5代藩主・仙石久道の長男として生まれる。文化11年（1814年）9月20日、父が病で隠居したため家督を継いだ。しかし父の時代からの藩財政の悪化などから、文政2年（1819年）に藩の借金は6万両に膨れ上がっていた。このため、家臣団は藩政改革を目指したが、その改革方針をめぐって対立が起こる。
改革派の筆頭家老仙石久寿（左京）は、産物会所を中心にして生糸の専売・魚市場の育成による重商主義政策をかかげたが、守旧派の家老で仙石左京家の分家筋である仙石久恒（造酒。仙石久賢の子）が保守的な質素倹約による財政再建策をかかげて対立し、政美は左京の政策を支持して造酒を政治から遠ざけ、文政4年（1821年）7月には左京を大老にまで任じて改革を任せた。
文政7年3月16日、政美は出石を出発し、江戸へ向かった。道中で麻疹にかかり、4月5日に江戸に到着したものの、5月3日に亡くなった。享年28。政美にあった唯一の男児主税は早世していたため、嗣子がなかった。7月12日、隠居していた政美の父・久道は、親族会議を開き、政美の末弟（異母弟）である十二男の久利を末期養子にして跡を継がせることにした。久道の四男久大（旗本仙石久貞養子）、六男政賢も養子候補者であった。7月14日、出石藩は政美の死亡を公表した。この相続に際し、仙石左京は嫡子新之助とともに江戸に向かい、主家の乗っ取りと非難されることになる。

## 系譜
- 父：仙石久道（1774-1834）
- 母：軽子 - 酒井忠恭の娘
- 正室：錦子 - 松平信明の娘
- 生母不明の子女
  - 男子
- 養子
  - 男子：仙石久利（1820-1897） - 仙石久道の十二男